# Photopea
Photopea – aplikacja do edycji i przetwarzania obrazów rastrowych i wektorowych. Została stworzona przez czeskiego programistę Ivana Kuckira. Jest dostępna bezpłatnie i funkcjonuje w ramach strony internetowej.
Photopea obsługuje większość popularnych formatów graficznych, w tym PSD (Photoshop), XCF (GIMP), Sketch, TIFF, JPEG, GIF, PNG i RAW. Jako że aplikacja działa w przeglądarce i wykorzystuje nowoczesne techniki internetowe, jest kompatybilna z różnymi systemami operacyjnymi i nie wymaga instalacji dodatkowego oprogramowania.
Aplikacja powstała w 2013 roku. W sierpniu 2018 r. Photopea miała ponad milion użytkowników na całym świecie. Według stanu na 2020 r. w ciągu miesiąca strona photopea.com odnotowuje ponad 5 mln wizyt. W grudniu 2020 r. znajdowała się na 2062. miejscu w globalnym rankingu Alexa Internet.